# كركر بوماريني

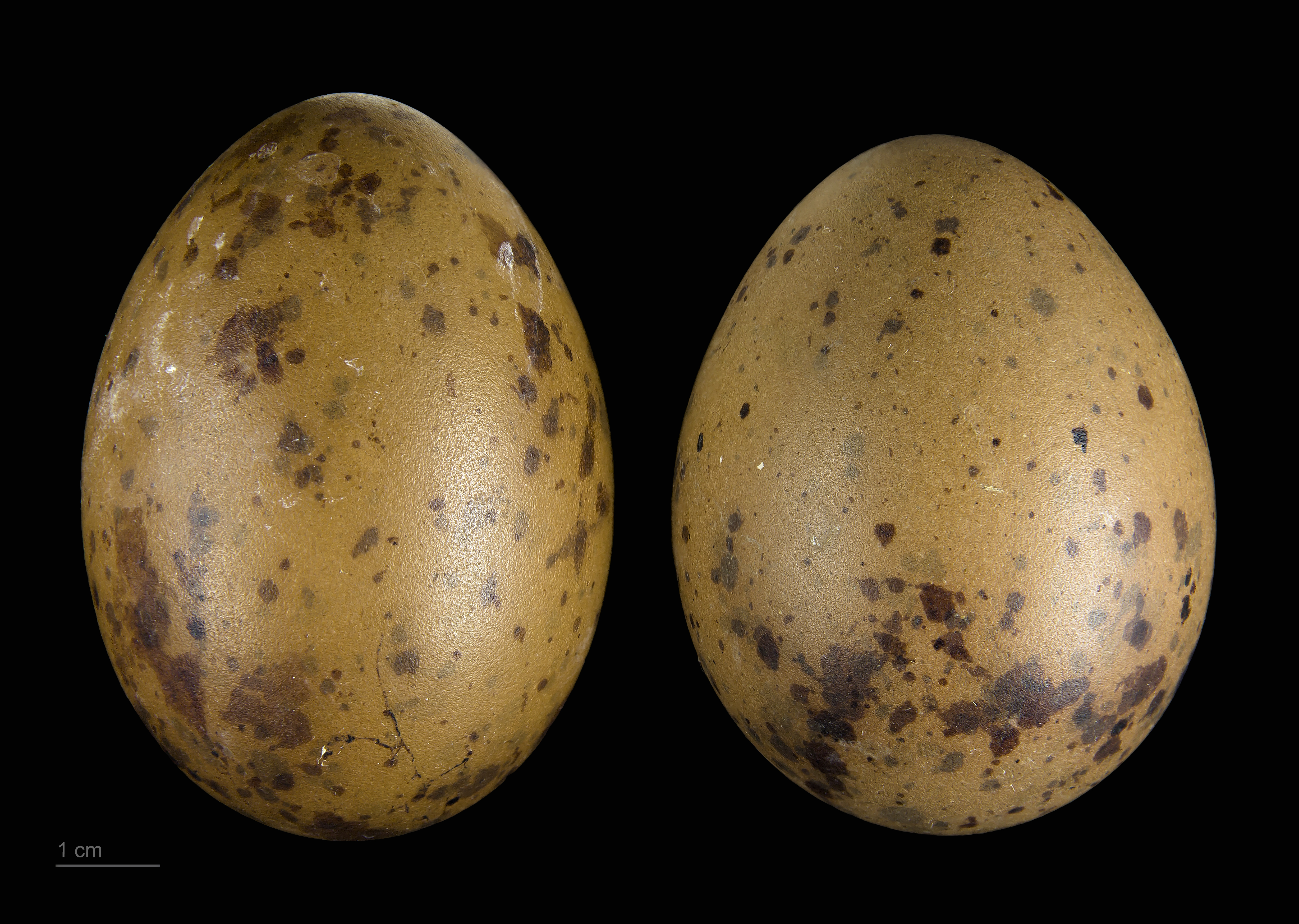
Stercorarius pomarinus

كركر بوماريني أو يسمى فقط كركر (الاسم العلمي:   Stercorarius  pomarinus) (بالإنجليزية: Pomarine  Skua)‏ هو طائر ينتمي إلى (فصيلة: Stercorariidae).